# Stor skedmossa
Stor skedmossa (Calliergon giganteum) är en bladmossart som beskrevs av Kindberg 1894. Enligt Catalogue of Life ingår Stor skedmossa i släktet skedmossor och familjen Amblystegiaceae, men enligt Dyntaxa är tillhörigheten istället släktet skedmossor och familjen Calliergonaceae. Arten är reproducerande i Sverige. Inga underarter finns listade i Catalogue of Life.

## Växträtt och utseende
Växer i gröna, brunaktiga, eller ibland svagt rosafärgade bestånd av vanligen kraftiga upprätta 10-30 centimeter långa skott.Skotten är långa och tätt och regelbundet förgrenade så att de ser ut som små julgranar.
Bladveckshårens översta celler är korta. Bladen är uppräta och  raka, brett hjärtformiga och kupade. Bladnerven är enkel och slutar strax nedanför bladspetsen. Arten är skildkönad och har sällan sporkapslar. Stor skedmossa växer i våta, kalkrika miljöer, i kärr, längs stränder av sjöar och vattendrag. Det förekommer att den växer den flytande eller nedsänkt i sjöar.

## Habitat och utbredning
Mossan åter finns i hela Sverige upp till lågalpin region i fjällen, och är särskilt vanlig i kalkrikaområden. Arten är vitt utbredd i Skandinavien, Europa, Asien och Nordamerika, samt finns i Nya Zeeland och sydligaste Sydamerika.

## Bildgalleri

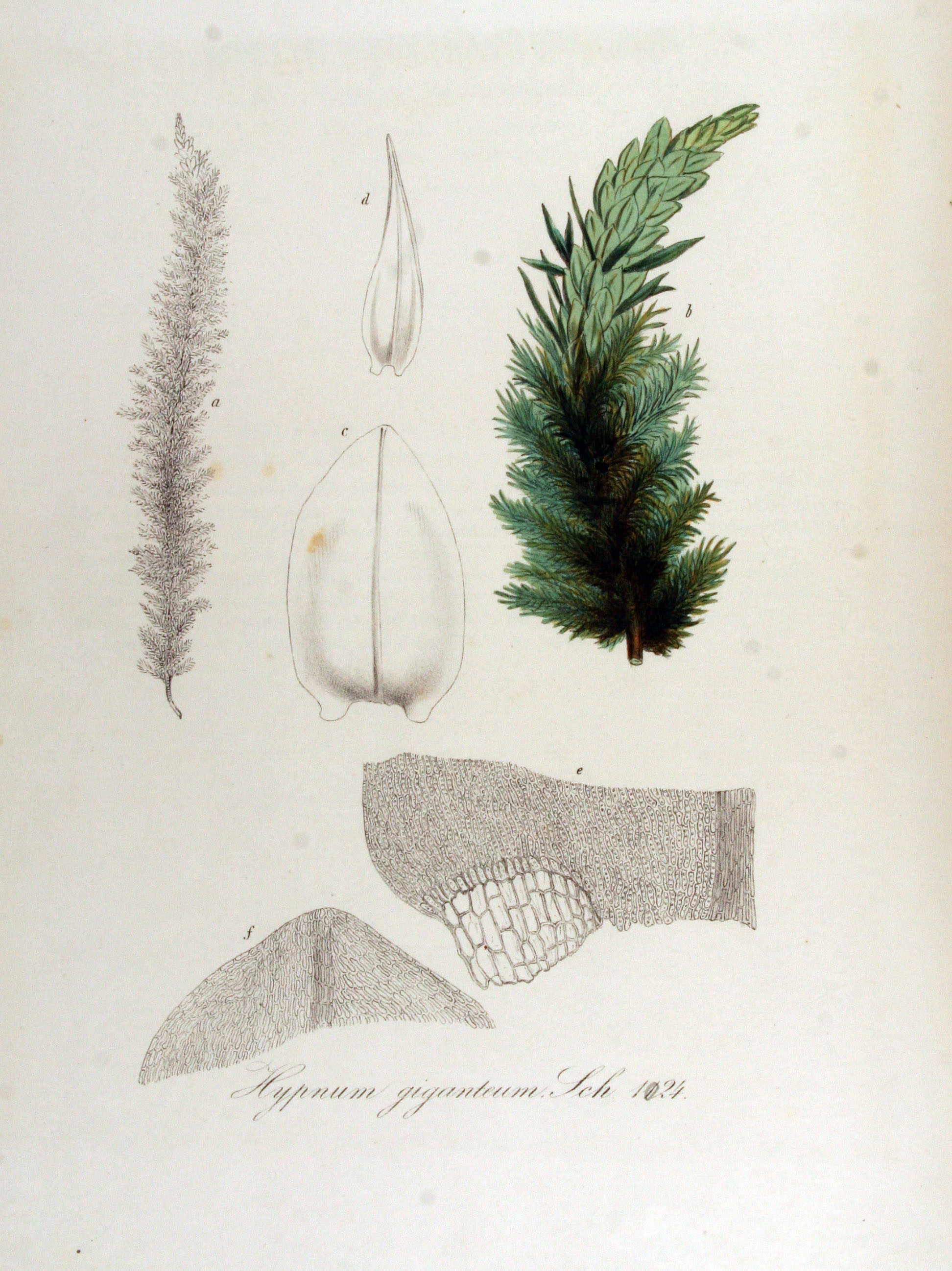